# ヒガンバナ属
ヒガンバナ属（ヒガンバナぞく、彼岸花属、学名: Lycoris）は、キジカクシ目ヒガンバナ科（かつてのクロンキスト体系ではユリ科）の1属。学名のままリコリスとも呼ばれるが、英語名のリコリス (liquorice, licorice) はスペインカンゾウのことを意味し、マメ科の別の植物である。
英語では、hurricane lily（ハリケーンリリー）、cluster amaryllis（クラスターアマリリス）、あるいは、近縁のハマオモト属・ヒメノカリス属と合わせて spider lily（スパイダーリリー）と呼ぶ。

## 特徴
球根で育つ多年草。
葉は細長く、30-60cm長×0.5-2cm幅。花茎は直立し、30-70cm高。
散形花序で4-10個の花をつける。花の色は白色、黄色、赤色、オレンジ色など。花被片（萼と花弁）は6枚で、ユリに似る。
リコリンなどの毒性アルカロイドを持つ。

## 分布
主に、日本、韓国、中国南部に広く自生する。他に東南アジア・南アジアにも部分的に分布する。

## 亜属
リコリス亜属 Lycoris
花被片が反り返っており、また花被片の数倍の長さの非常に長い雄しべを持つ。ヒガンバナなど。
シマンタス亜属 Symmanthus
雄しべは短く、花被片も反り返っておらず、ユリなどに似たラッパ型の花をしている。キツネノカミソリなど。

## 種
- シロハナマンジュシャゲ Lycoris albiflora
- 安徽石蒜 Lycoris anhuiensis Y.Xu & G.J.Fan
- Lycoris argentea
- ショウキズイセン Lycoris aurea (L'Her.) Herb. 模式種
- Lycoris caldwellii Traub
- Lycoris chejuensis K.H.Tae et S.C.Ko
- 中国石蒜 Lycoris chinensis Traub
- Lycoris flavescens
- Lycoris guangxiensis Y.Xu & G.J.Fan
- Lycoris haywardii
- Lycoris houdyshelii
- リコリス・インカルナータ Lycoris incarnata Comes ex Sprenger
- Lycoris josephinae
- Lycoris koreana
- 長筒石蒜 Lycoris longituba Y.Xu & G.J.Fan
- ヒガンバナ Lycoris radiata (L'Her.) Herb.
- Lycoris rosea
- キツネノカミソリ Lycoris sanguinea Maxim.
- Lycoris shaanxiensis Y.Xu & Z.B.Hu
- リコリス・スプレンゲリ Lycoris sprengeri Comes ex Baker
- ナツズイセン Lycoris squamigera Maxim.
- リコリス・ストラミネア Lycoris straminea Lindl.
- Lycoris uydoensis

他に多くの、不確実な種や雑種がある。

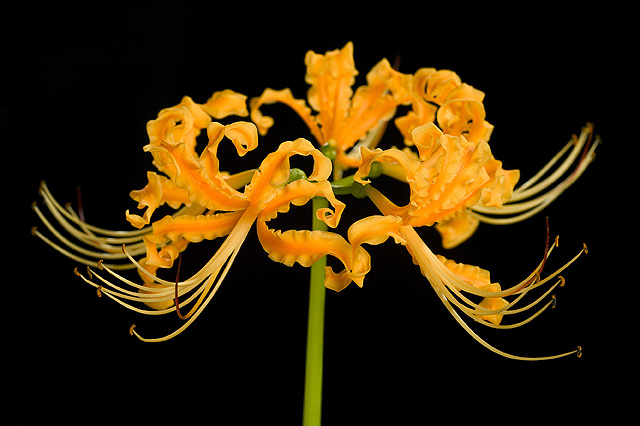
ショウキズイセン
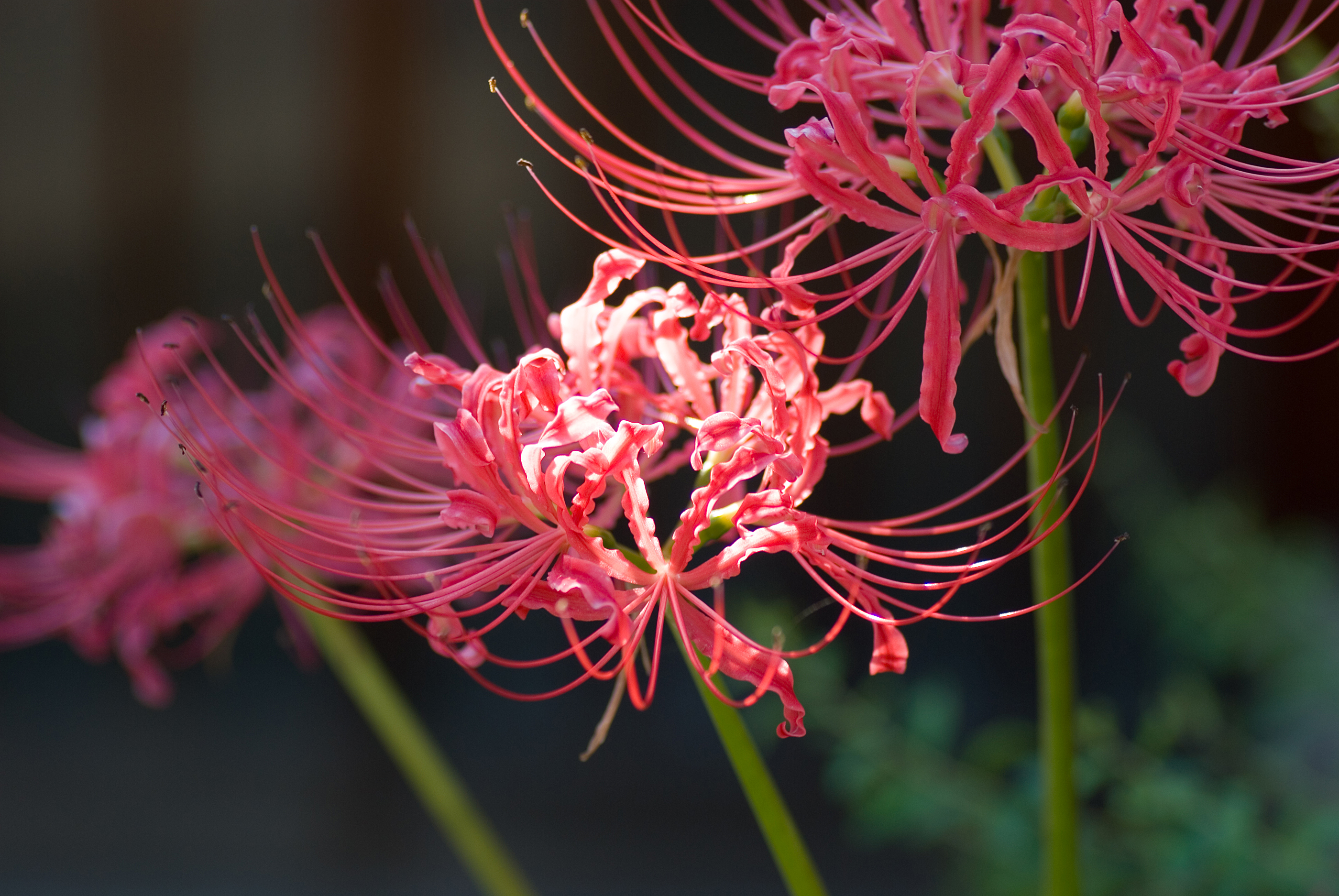
ヒガンバナ
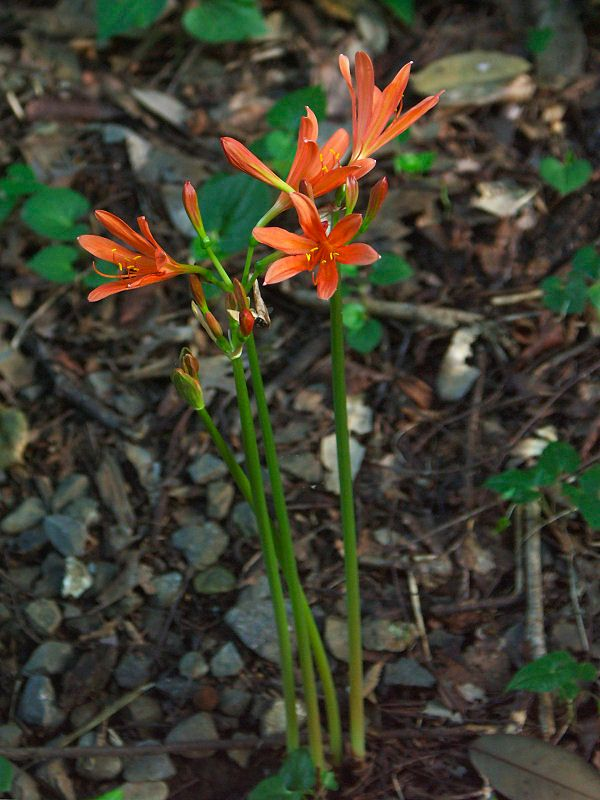
キツネノカミソリ
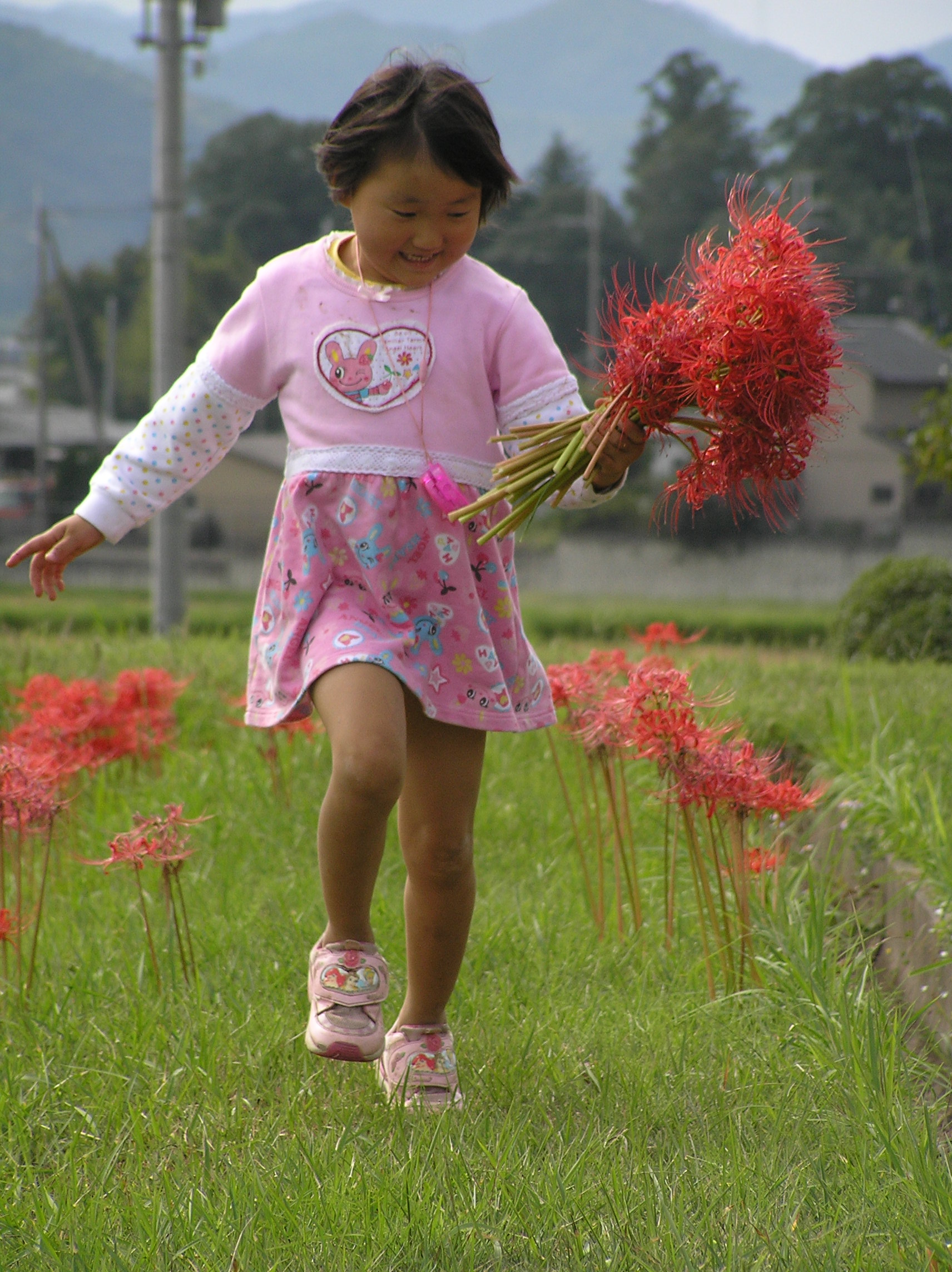
ヒガンバナの咲く土手
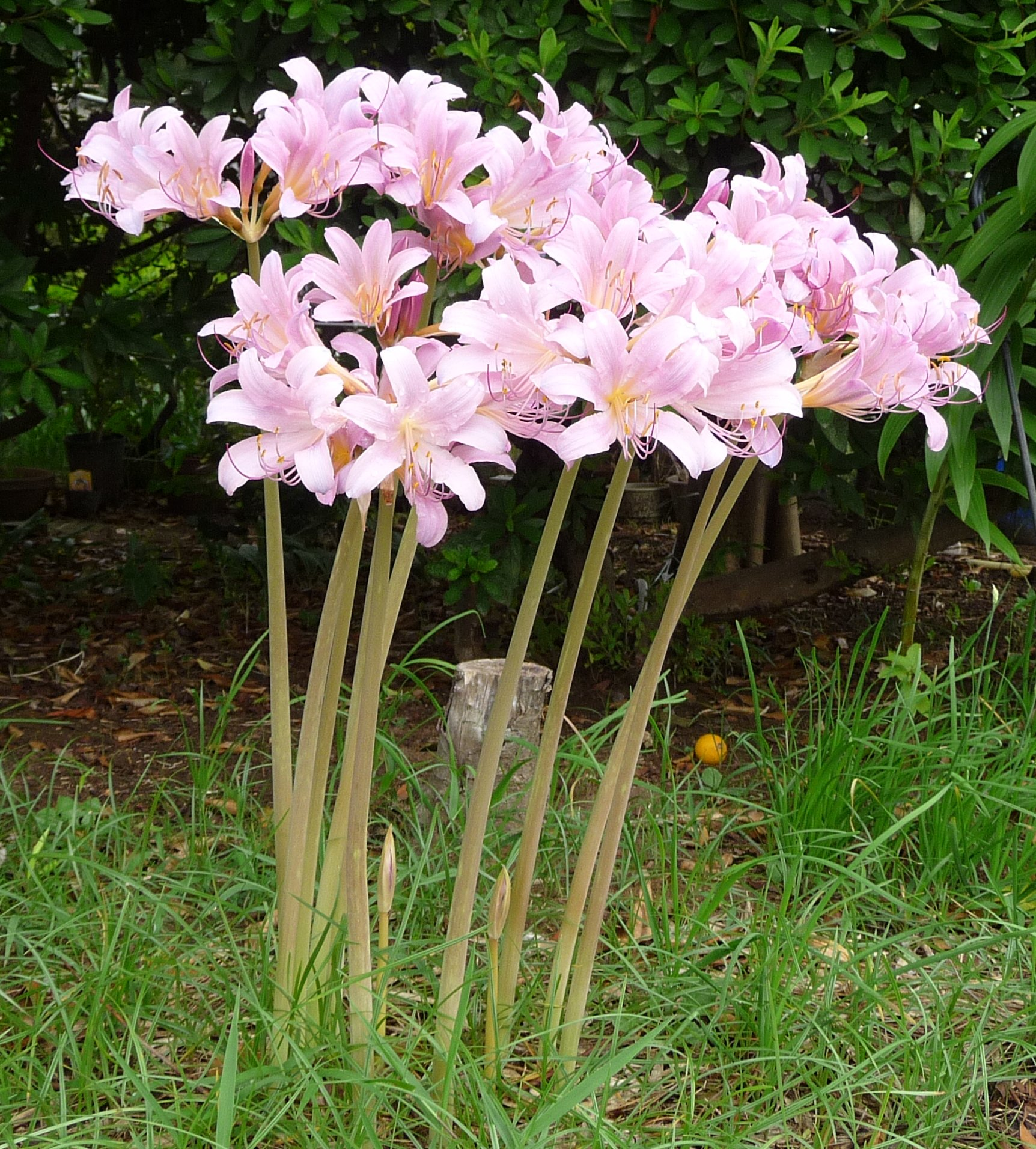
ナツズイセン
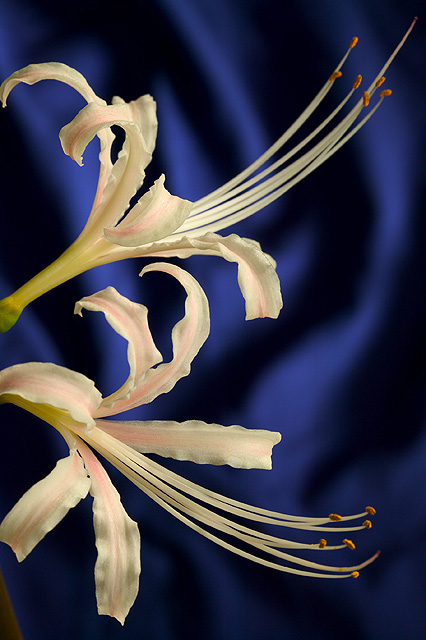
Lycoris ×houdyshelii（栽培雑種）
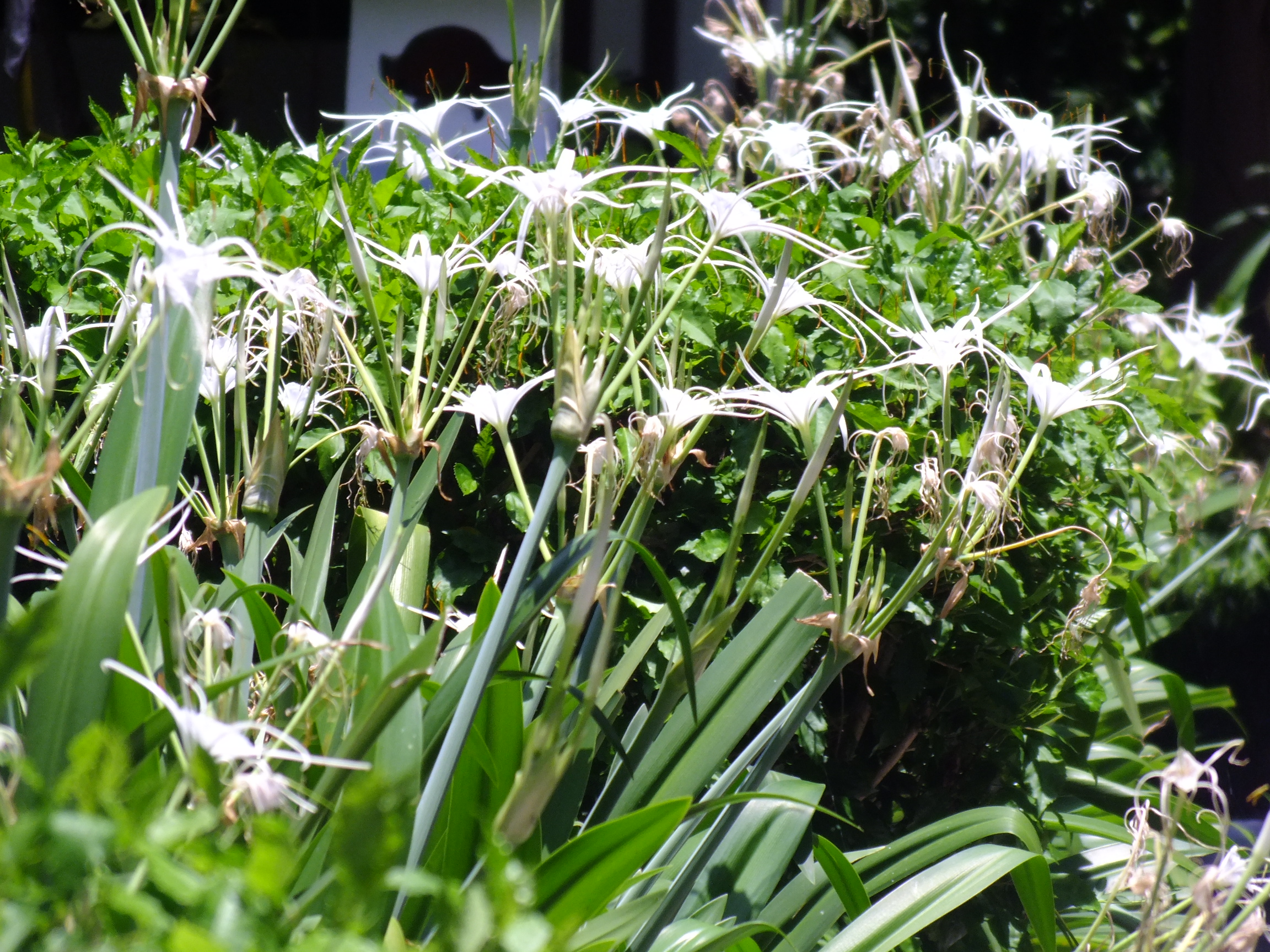
ヒメノカリス（スパイダーリリー）